# Cannon Fodder
Cannon Fodder [ˈkænən ˈfɒdəʳ] (engl. für Kanonenfutter) ist ein Echtzeit-Taktikspiel vom englischen Softwarehersteller Sensible Software für den Heimcomputer Commodore Amiga, das ab 1993 von Virgin Interactive vertrieben wurde. Die Spielmechanik kombiniert Elemente eines Shoot ’em ups mit strategischen Elementen.
Mit Cannon Fodder 2 erschien ein Jahr später ein Nachfolger. 2012 erschien Cannon Fodder 3 für Microsoft Windows und Xbox 360 in 3D-Grafik.

## Spielinhalt
Ein Squad von Soldaten wird aus einer isometrischen Ansicht in Echtzeit über Schlachtfelder gesteuert. Jeder Soldat hat nur einen Trefferpunkt. Das an Shoot ’em ups angelehnte Spiel erhält dadurch eine strategische Komponente. Soldaten können im Spielverlauf im Rang aufsteigen, wodurch sie stärker werden. Jeder Soldat erhält von dem Spiel einen einzigartigen Namen und erhält bei Ableben einen individualisierten Grabstein.

## Versionen
Im Jahr 1993 auf dem Heimcomputer Amiga veröffentlicht, erschien es auch auf Atari ST, Atari Jaguar, Acorn Archimedes, MS-DOS, Sega Mega Drive, Super Nintendo Entertainment System.
Im Jahr 2000 erschien eine Fassung für den Game Boy Color von Codemasters, die von der USK ab 12 Jahren eingestuft wurde.
Mit Open Fodder existiert eine Open Source Portierung für OpenBSD, RetroPie und zahlreiche Linux-Distributionen.

## Rezeption
Die intuitiv beherrschbare Steuerung, dramatische Soundbegleitung, abwechslungsreiche, gut animierte und sehr übersichtliche Grafik machen Cannon Fodder spielerisch wertvoll. Die blutige Darstellung des kriegerischen Alltags samt Überdosis pechschwarzen Humor sei vermutlich ein Fall für die Bundesprüfstelle. Es handele sich um eine knallharte Kriegspersiflage. Das Spielprinzip wirke auf den ersten Blick mager, werde jedoch durch neue Spielelemente ständig komplizierter. Das Spiel sei auch für Pazifisten geeignet. Die Brutalität sei mit Lemmings vergleichbar. Die Darstellung der Figuren erinnere an Sensible Soccer, das Spielprinzip an Syndicate. Die gezielte Geschmacklosigkeit sei ehrlicher und weniger gefährlich als die Darstellung von Feindbildern in ernsthaften Militärsimulationen. Das Spiel sei eindeutig Satire. Es sei sarkastisch und zynisch, für Kinder völlig ungeeignet. Die Altersempfehlung des Herstellers betrage ab 15 Jahren. Auch ohne Splattereffekte wäre das Spiel ohne große Abstriche umsetzbar gewesen. Einzelne Missionen seien überlegt in Szene gesetzt, der Schwierigkeitsgrad steige stetig und die Aufmachung sei perfekt auf den Spielkern zugeschnitten. Die Portierung auf den Atari Jaguar bleibe unter den Erwartungen zurück. Die Grafiken wurden bis auf die Levelzwischenbilder im Zustand der 8-Bit-Fassung belassen. Das Spielprinzip sei jedoch weiterhin unverwüstlich.

### Kontroverse
Im Jahr des Erscheinens wurde der erste Teil in Deutschland mit Ausnahme der Game-Boy-Color-Version aufgrund seiner Gewaltdarstellung indiziert. Im Juli 2019 wurde die Indizierung schließlich wieder aufgehoben.
Die Royal British Legion hat sich offiziell gegen das Spiel ausgesprochen und Spieler dazu aufgefordert, dieses Spiel nicht zu kaufen. Das Titelbild des Spiels wird von einer Mohnblüte geziert, die im Vereinigten Königreich als Symbol für Gefallene und Veteranen gilt, was als extreme Entehrung des Soldatentums wahrgenommen wurde. Auf Wunsch des Publishers Virgin Interactive verschwand das Veteranensymbol tatsächlich von der Verpackung des Spiels.